# Ristisaari (ö i Mellersta Finland, Jyväskylä)
Ristisaari är en ö i Finland. Den ligger i sjön Armisvesi och i kommunen Hankasalmi i den ekonomiska regionen  Jyväskylä ekonomiska region  och landskapet Mellersta Finland, i den centrala delen av landet, 260 km norr om huvudstaden Helsingfors. Öns area är 0,4 hektar och dess största längd är 70 meter i öst-västlig riktning.